# Zoza
Zoza (in corso Zozza) è un comune francese di 56 abitanti situato nel dipartimento della Corsica del Sud nella regione della Corsica. Faceva parte dell'antica microregione (pieve) del Tallano.

## Società

### Evoluzione demografica
Abitanti censiti